# 부강초등학교
부강초등학교(芙江初等學校, Bugang Elementary School)는 대한민국 세종특별자치시가 교육기본법에 따라 설치한 초등학교이다.

## 연혁
- 1917년 10월 2일 청주군 부강공립보통학교(4년제) 개교설립인가 8월 2일
- 1923년 4월 1일 6년제로 개편
- 1938년 4월 1일 부용공립심상소학교로 개칭
- 1941년 4월 1일 부용공립국민학교로 개칭
- 1957년 4월 15일 부강국민학교로 개칭
- 1981년 12월 12일 병설유치원 개원
- 1996년 3월 1일 부강초등학교로 개칭
- 2012년 7월 1일 세종특별자치시교육청 소속으로 변경
- 2019년 1월 9일 제100회 졸업식(11641명)
- 2020년 1월 8일 제101회 졸업식(11675명)
- 2021년 1월 8일 제102회 졸업식(11715명)

## 부강초등학교 강당
부강초등학교의 전면에 있는 강당은 1926년 건립되었으며, 2012년 12월 31일 세종특별자치시 유형문화재로 지정되었다.

## 참고 자료
- 부강초등학교 - 한국교육학술정보원 학교알리미